# Liste der Ständigen Vertreter der Türkei bei der Europäischen Union
| Ernennung Akkreditierung | Botschafter           | Bemerkung | Ministerpräsident der Türkei | Präsident der Europäischen Kommission | Posten verlassen |
| ------------------------ | --------------------- | --- | ---------------------------- | ------------------------------------- | ---------------- |
| 31. Jan. 1964            | Oğuz Gökmen           | (* 1916 Manisa † 20. Dezember 2007 in Istanbul) besuchte das Galatasaray-Gymnasium studierte Politikwissenschaft an der Universität Ankara, trat 1940 in den auswärtigen Dienst, 1962–1964: Botschafter in Buenos Aires, 1964–1966: Ständiger Vertreter der Türkei vor der Europäischen Wirtschaftsgemeinschaft, 3. Dez. 1966 – 22. Feb. 1972: Botschafter in Bonn, 1976–1978: Botschafter in Belgrad, 1980–1981: Botschafter in Budapest, 1981 in den Ruhestand versetzt. | İsmet İnönü                  | Walter Hallstein                      | 1966             |
| 21. Dez. 1966            | Ziya Müezzinoğlu      | (* 1919 in Kayseri) erhielt 1938 in Kayseri sein Abitur, studierte 1942 Politikwissenschaft, Am 3. März 1943 bestand er eine Aufnahmeprüfung zum Finanzassistent-Inspektor und absolvierte 1951 ein Praktikum in Deutschland. 1961 Mitglied in der verfassungsgebenden Versammlung, 1964–1967 in der Botschaft in Bonn beschäftigt, 1967–1971 Ständiger Vertreter bei der EU. 22. Mai 1972 15. April 1973: Finanzminister, 1977–1978: Finanzminister.                      | Suad Hayri Ürgüplü           | Walter Hallstein                      | 1971             |
| 4. Dez. 1972             | Tevfik Saraçoğlu      | | Ferit Melen                  | Sicco Mansholt                        | 1978             |
| 5. Okt. 1978             | Cenap Yılmaz Keskin   | | Mustafa Bülent Ecevit        | Roy Jenkins                           | 1984             |
| 23. Nov. 1984            | Pulat Yüksel Tacar    | | Turgut Özal                  | Gaston Thorn                          | 1987             |
| 16. Okt. 1987            | Özdem Sanberk         | | Turgut Özal                  | Jacques Delors                        | 1991             |
| 16. Sep. 1991            | Cem Duna              | | Ahmet Mesut Yılmaz           | Jacques Delors                        | 1995             |
| 10. Feb. 1995            | Uluç Özülker          | | Tansu Çiller                 | Jacques Santer                        | 1998             |
| 8. Apr. 1998             | Nihat Akyol           | | Mesut Yılmaz                 | Jacques Santer                        | 2002             |
| 16. Sep. 2002            | Mustafa Oğuz Demiralp | | Abdullah Gül                 | Romano Prodi                          | 2005             |
| 10. Jan. 2006            | Volkan Bozkır         | | Recep Tayyip Erdoğan         | José Manuel Barroso                   | 2009             |
| 6. Jan. 2010             | Selim Kuneralp        | | Recep Tayyip Erdoğan         | José Manuel Barroso                   | 2011             |
| 19. Jan. 2012            | Selim Yenel           | | Recep Tayyip Erdoğan         | José Manuel Barroso                   |                  |